# Ludovico I di Baviera (re)
Ludovico I di Baviera (Strasburgo, 25 agosto 1786 - Nizza, 29 febbraio 1868) era conosciuto anche come Luigi I di Baviera, che fu re di Baviera dal 1825 al 1848; ascese al trono a seguito della morte del padre Massimiliano I Giuseppe, abdicando poi nel marzo 1848 in favore del primogenito Massimiliano II, a seguito di alcune rivolte e uno scandalo, alimentato dalla sua relazione con la ballerina Lola Montez.
Le sue nozze, ancora come principe ereditario, con Teresa di Sassonia-Hildburghausen, nel 1810, diedero vita all'Oktoberfest. Durante il suo regno, la Baviera rivolse la sua attenzione alla Grecia e numerose collezioni d'arte ed edifici monumentali, come la Gliptoteca, la Pinacoteca ed il Walhalla, furono costruiti dai suoi architetti di corte Leo von Klenze e Friedrich von Gärtner. La prima linea ferroviaria tedesca da Norimberga a Fürth, inaugurata nel dicembre 1835, porta il suo nome, così come il canale Ludwig-Danubio-Meno. Come altri sovrani tedeschi, Ludovico I rispose ai movimenti di liberazione del Festival di Hambach del 1832, rafforzando la censura sulla stampa.

## Biografia

### Giovinezza
Ludovico nacque a Strasburgo il 25 agosto 1786, primogenito maschio di Massimiliano Giuseppe di Zweibrücken, nonché membro della dinastia Wittelsbach, e della prima moglie, Augusta Guglielmina d'Assia-Darmstadt; al momento della nascita, il padre era comandante, di stanza a Strasburgo, di un reggimento dell'Esercito francese, venendo poi promosso al grado di Colonnello. Il suo padrino fu re Luigi XVI di Francia, venendo battezzato con i nomi Ludovico Carlo Augusto, gli ultimi due in onore dello zio paterno Carlo II Augusto Wittelsbach, che a quel tempo governava i domini della sua famiglia nel Palatinato-Zweibrücken. Ludovico aveva dieci fratelli, tra cui l'imperatrice Carolina Augusta d'Austria, la regina Elisabetta Ludovica di Prussia e le regine Amalia Augusta e Maria Anna di Sassonia e Ludovica, duchessa in Baviera, nonché madre della futura Elisabetta d'Austria. L'infanzia e la giovinezza di Ludovico (in tedesco Ludwig) furono segnate dall'instabilità politica della Francia, causata dalla Rivoluzione francese e dalle Guerre napoleoniche e dalla successiva fuga; dopo la presa della Bastiglia, la famiglia fuggì a Mannheim nell'agosto del 1789, tuttavia, dopo il bombardamento francese della città, il giorno di Natale del 1794, la famiglia fuggì di nuovo prima a Schwetzingen e poi a Rohrbach, dove la madre Augusta Guglielmina morì di tubercolosi nel 1796. In seguito, Massimiliano Giuseppe ed il figlio Ludovico si trasferirono ad Ansbach. Nel 1799, dopo la morte dell'elettore bavarese Carlo Teodoro, il padre Massimiliano Giuseppe il suo successore e Ludwig Elettore Principe.

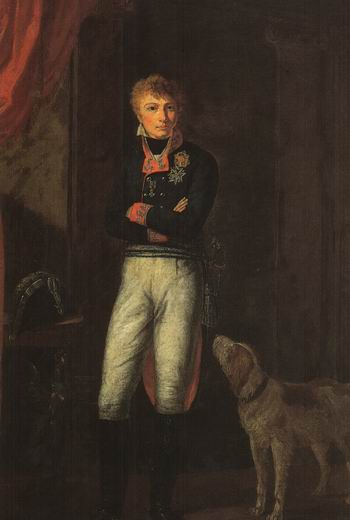
Ludovico ancora principe ereditario.

Tra il 1793 e il 1805, Ludovico ricevette come suo tutore l'avvocato Joseph von Kirschbaum, mentre dal 1797 l'insegnamento religioso fu affidato al sacerdote cattolico Joseph Anton Sambuga. Ebbe uno stretto rapporto con l'educatrice Louise Weyland, che si prese cura di lui fino all'età di sette anni. Nel 1803 studiò con Nikolaus Thaddäus Gönner e Johann Michael Sailer presso l'Università di Landshut e si stabilì nella residenza cittadina di Landshut. Ludwig studiò poi all'Università di Gottinga. Oltre alla storia antica, studiò principalmente la letteratura francese, italiana e spagnola ed in seguito imparò anche il russo. Un viaggio in Italia tra gli anni 1804 e 1805 completò la sua formazione. Il 1° gennaio 1806 la Baviera divenne un regno, Massimiliano Giuseppe Wittelsbach ascese al trono come primo re di Baviera e di conseguenza Ludovico divenne il principe ereditario; dopo che il principe ereditario fu nominato governatore generale dei distretti dell'Inn e del Salzach nel 1810, Ludovico e la moglie Teresa, che sposò nel 1799, risiedette ad Innsbruck e al Castello di Mirabell a Salisburgo. Nel 1809, in qualità di comandante di una sezione delle forze armate durante la rivolta tirolese, Ludwig adottò una posizione conciliante. Nel gennaio 1816 Ludovico tentò invano, nei colloqui diretti con l'imperatore Francesco I d'Austria a Milano, di ottenere maggiori concessioni per la Baviera nella riorganizzazione dei territori dopo il Congresso di Vienna. Dopo che il distretto di Salisburgo fu ceduto all'Austria nel 1816 con il Trattato di Monaco, Ludovico e Teresa si trasferirono a Würzburg. Per un certo periodo vissero anche nel Castello di Johannisberg ad Aschaffenburg, trascorrendo l'estate a Bad Brückenau. Ludovico intraprese anche numerosi viaggi in Italia e acquistò Villa Malta a Roma.
Già al Congresso di Vienna del 1815, Ludwig sostenne una politica nazionale tedesca; nel 1817 ebbe un ruolo chiave nella caduta del primo ministro Maximilian von Montgelas quando suo padre tornò da Vienna, gli consegnò una lettera in cui chiedeva le dimissioni del ministro. La richiesta del principe ereditario fu accolta il 2 febbraio 1817. Ludovico era filo-ellenico e difatti sostenne la Guerra d'indipendenza greca, combattuta dalle etnie greche, sostenute da Francia, Regno Unito e Russia, contro l'Impero ottomano, fornendo un prestito di 1,5 milioni di fiorini durante il conflitto. Il secondogenito maschio di Ludwig, Ottone di Baviera, verrà poi designato dalla Conferenza di Londra, nel maggio 1832, come primo sovrano di Grecia.

### Matrimonio

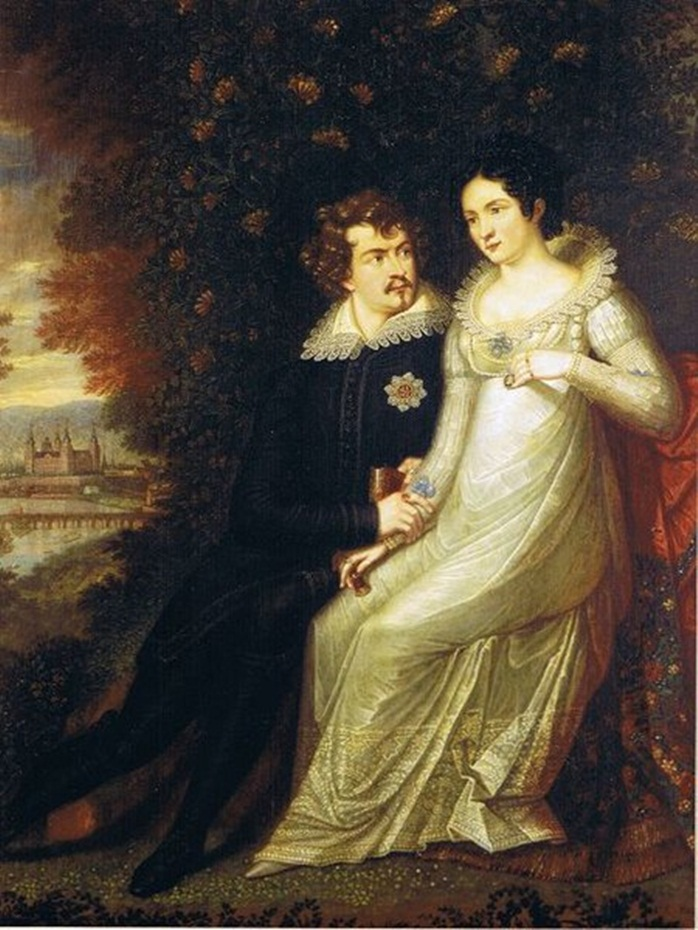
Il principe ereditario Ludovico di Baviera e Teresa di Sassonia-Hildburghausen.

Secondo il trattato di alleanza e matrimonio concluso il 1º ottobre 1799 al Palazzo di Gatchina, vicino a San Pietroburgo, tra l'Elettorato di Baviera e la Russia, Ludovico, in qualità di erede al trono bavarese, avrebbe dovuto sposare la granduchessa Ekaterina Romanova, figlia dello zar Paolo I. Negli anni successivi, tuttavia, il progetto delle nozze incontrò una forte opposizione, soprattutto da parte di Napoleone Bonaparte, che a un certo punto aveva intenzione di sposare lui stesso la granduchessa Caterina. Al Congresso di Erfurt nel 1808, il piano fu definitivamente abbandonato contro la volontà dello stesso principe bavarese. Il principe Ludovico, erede al trono Wittelsbach, nonché dello stato di Baviera, elevato al rango di regno dall'Impero francese Bonaparte nel 1806, temeva che sarebbe stato costretto a sposare una parente di Bonaparte, come successe alla sorella Augusta che si unì in matrimonio con Eugenio di Beauharnais, figlio dell'imperatrice Giuseppina e quindi adottivo del sovrano francese. In merito, il principe bavarese disse: "Devo assolutamente sposarmi. Una volta che ciò sarà accaduto, tali attacchi alla mia libertà non potranno più essere fatti da Parigi". Fu lo stesso re di Baviera, Massimiliano I Giuseppe, a consigliare al figlio la principessa Teresa di Sassonia-Hildburghausen, descritta come: "[...] una principessa di Hildburghausen [...] è dolce, amichevole e gentile e potrebbe essere un'eccellente moglie. Certo, non potrà portare molto denaro e proprietà nel matrimonio, ma le piccole dimensioni del paese, che è stato costretto ad entrare nella Confederazione del Reno, rendono il matrimonio politicamente non problematico". Ludwig di Baviera soggiornò a Hildburghausen dal 21 al 24 dicembre 1809, periodo durante il quale i suoi genitori accettarono l'invito di Napoleone a Parigi. Il principe bavarese credeva che stessero negoziando con Napoleone riguardo alle sue possibili nozze con una principessa francese. Quando dovette scegliere tra le sorelle Teresa e Luisa, Ludwig scelse la prima anche se si diceva che sua sorella fosse la più carina delle due. Nel gennaio 1810, re Massimiliano di Baviera diede il suo consenso alla scelta del figlio di lasciare Parigi e lasciò intendere che Napoleone stesso era determinato a sposare la principessa Teresa: "Per otto giorni il pubblico ha parlato del fatto che l'Imperatore avrebbe sposato la vostra futura moglie. Immaginate la mia paura, e come lui stesso ha iniziato a parlarmene durante un ballo da Savary."

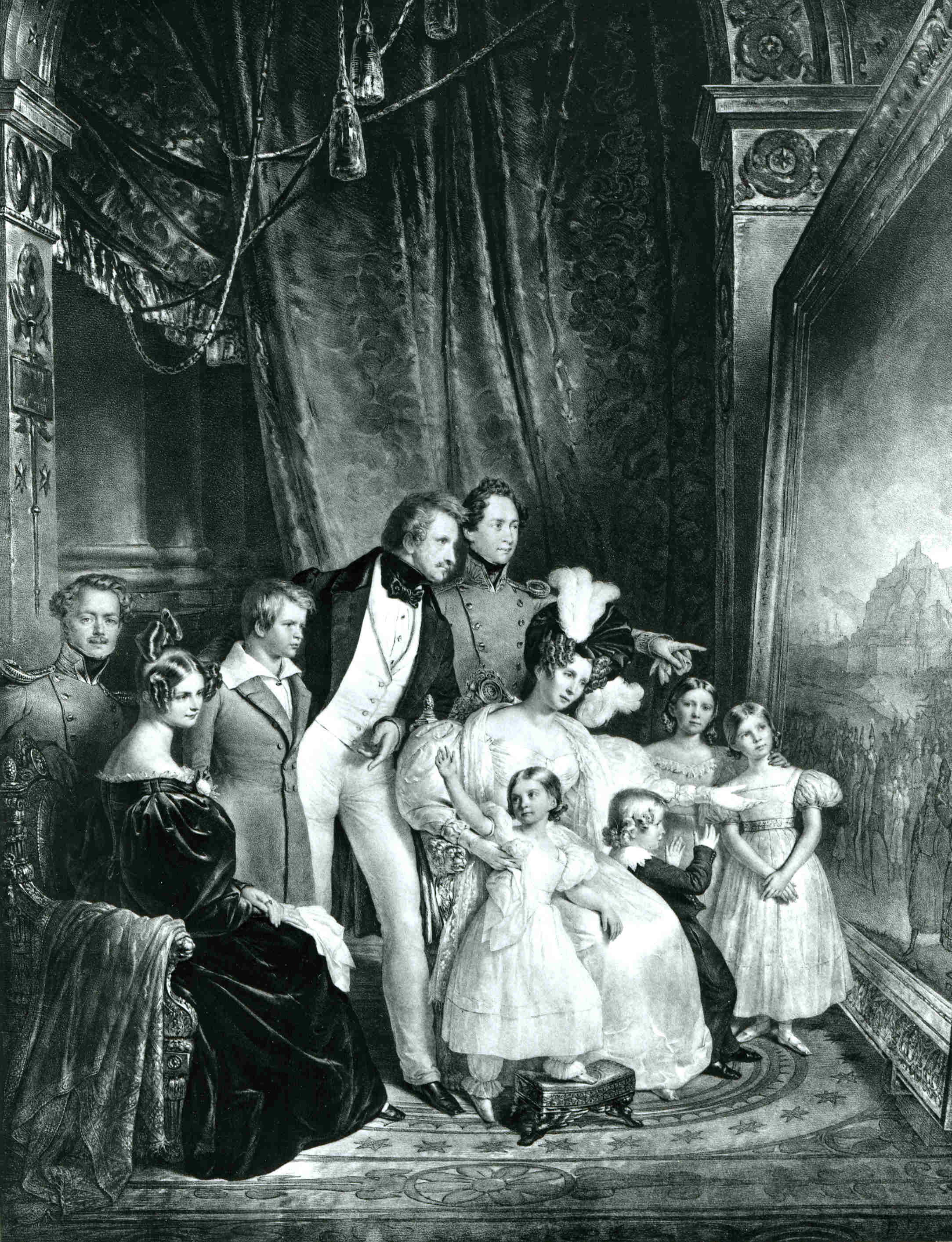
Teresa e Ludovico assieme ai loro figli.

Il fidanzamento tra Teresa e Ludovico, ebbe luogo il 12 febbraio 1810 a Hildburghausen, mentre i sovrani di Baviera si trovavano ancora a Parigi. In occasione del successivo ballo di fidanzamento, come si può dedurre dalla vivace corrispondenza tra gli sposi, Ludwig, facilmente irritabile, sembrava essersi innamorato perdutamente della futura moglie. Tuttavia, il matrimonio veloce che desiderava fu ritardato perché doveva ancora essere negoziato un contratto di matrimonio dettagliato, il che era dovuto principalmente alle diverse denominazioni dei promessi sposi ed alla riluttanza di Teresa a cambiare la sua fede; la Baviera e la casa reale era di fede cattolica, mentre Teresa protestante. Il 23 giugno 1810 ebbe luogo l'annuncio ufficiale della corte e Teresa ricevette come regalo di nozze un ritratto dello sposo tempestato di diamanti. La mattina del 12 ottobre 1810, dopo che la famiglia reale celebrò l'onomastico di re Massimiliano I nella chiesa di San Michele, la sera Ludovico e Teresa, che in quel momento soffriva di un forte mal di denti, si sposarono nella cappella della Residenza di Monaco; le nozze furono il primo matrimonio reale, celebrato a Monaco dal 1722. Il Regno di Baviera, nato solo da quattro anni, ebbe l'opportunità di presentarsi brillantemente durante i sontuosi festeggiamenti nuziali di cinque giorni. I festeggiamenti iniziarono il 13 ottobre in Max-Joseph-Platz. La città fu illuminata e venne organizzata una festa popolare, un'opera con ingresso gratuito, un'accademia musicale, uno spettacolo teatrale ed un ballo . Sulla piazza antistante, la Sendlinger Tor, "ai margini della strada che porta in Italia", in occasione delle nozze, il 17 ottobre si svolse una grande corsa di cavalli del reparto di cavalleria della Guardia Nazionale. Per questa occasione, Teresa aveva già fatto confezionare a Hildburghausen un abito con i colori nazionali bavaresi e, assieme a Ludovico, fu accolta da nove coppie di contadini provenienti dai nuovi distretti amministrativi del regno, nei loro costumi tradizionali. La zona venne chiamata "Theresienwiese" in onore della principessa ereditaria. Un anno dopo, i festeggiamenti furono ripetuti e da allora l'Oktoberfest annuale ha avuto luogo su quella che oggi è la Theresienwiese. Nel 1811 nacque il primogenito Massimiliano, futuro sovrano della Baviera; re Massimiliano I insistette affinché il primo figlio nascesse a Monaco, dove all'epoca la coppia del principe ereditario non viveva. La coppia ebbe nove figli:
- Massimiliano II (1811 - 1864)
- Matilde Carolina (1813 - 1862)
- Ottone I (1815 - 1867)
- Teodolinda (1816 - 1817)
- Luitpold (1821 - 1912)
- Adelgonda (1823 - 1914)
- Ildegarda (1825 - 1864)
- Alessandra (1826 - 1875)
- Adalberto (1828 - 1875)

### Ascesa al trono

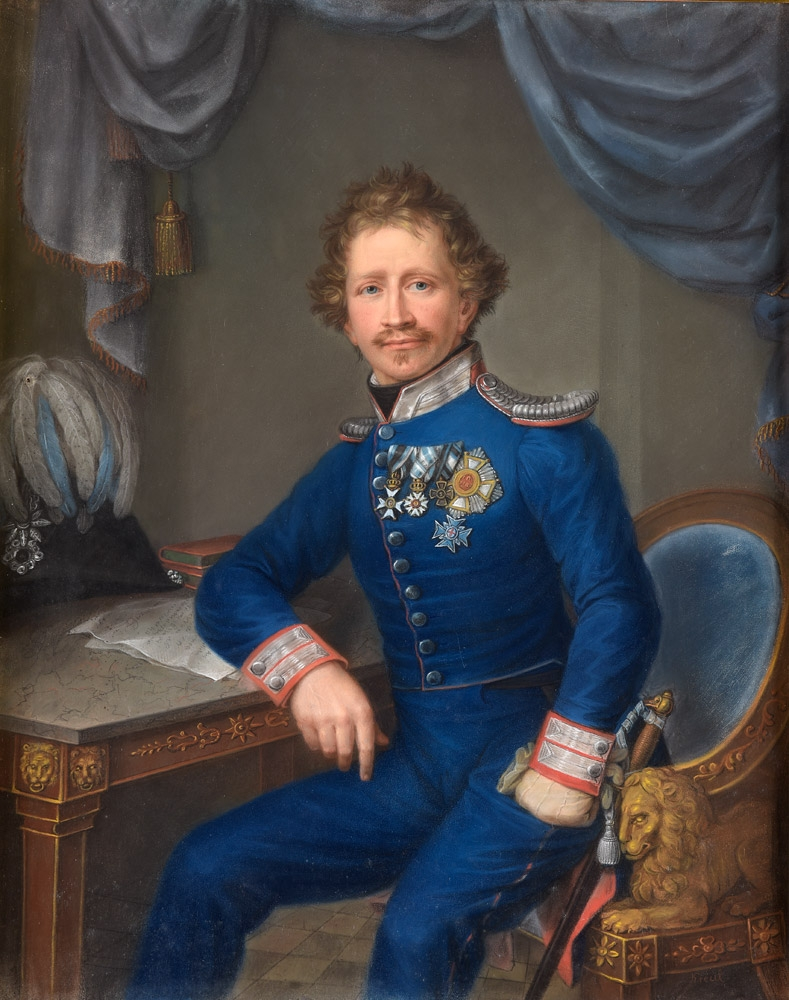
Ludovico di Baviera in uniforme militare.

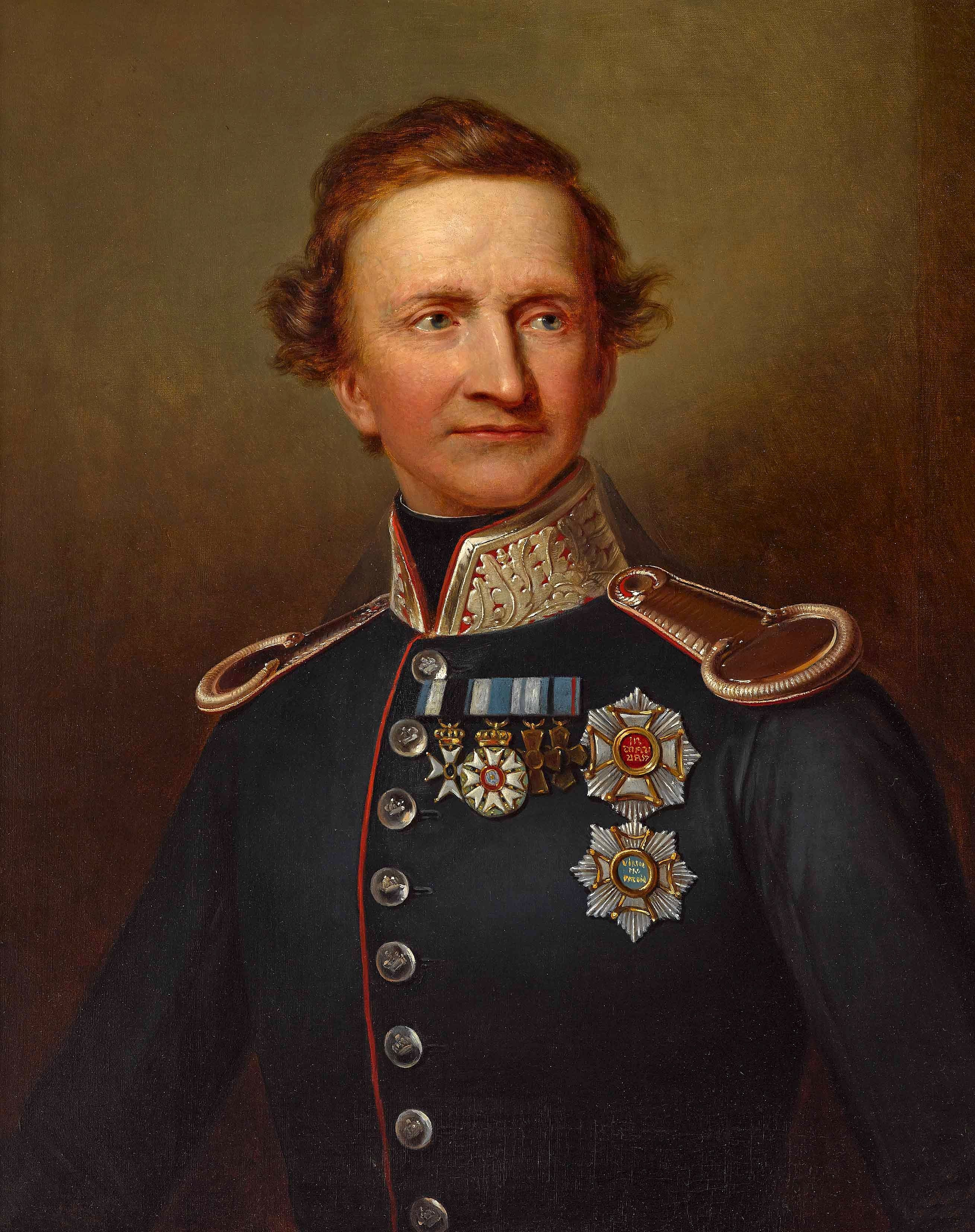
Ritratto del re Ludovico I di Baviera.

Nell'estate del 1825, Massimiliano I Giuseppe si indebolì e il 25 ottobre dello stesso anno morì; il primogenito gli succedette come Ludovico I di Baviera. Il rapporto tra padre e figlio non fu privo di tensioni fino alla fine. Tuttavia, Ludovico, o Luigi I, era preparato da tempo al suo regno, inoltre la sua ascesa al trono, fu associata a grandi speranze, in parte irrealistiche, in Germania, forse anche perché il nuovo sovrano era noto come tedesco ma liberale. Uno dei primi ordini che Ludovico fece fu quello di cambiare il nome tedesco della Baviera, una volta conosciuta come "Baiern" che divenne poi "Bayern", utilizzando così la lettera "y", che è collegata al pensiero filellenico del monarca. Per promuovere l'integrazione delle aree appena aggiunte al territorio bavarese,  nel 1837 cambiò il suo titolo e da allora in poi si definì come "re di Baviera, duca di Franconia, duca di Svevia e conte palatino del Reno". Tuttavia, i titoli ducali e la carica di conte palatino consistevano in riedizioni di titoli medievali, poiché queste dignità non esistevano né nel moderno diritto costituzionale bavarese né nel diritto federale tedesco, che riconosceva solo il titolo di “re di Baviera”. Tuttavia, tutti avevano una lunga tradizione e nessuno di loro era stato toccato dal Reichsdeputationshauptschluss del 1803. Il re collegò consapevolmente questi titoli e li utilizzò come legittimazione del suo governo su tutte le parti del regno.
Il titolo di Ludwig può quindi essere inteso anche come espressione della concezione romantica e storicizzante del governo da parte del sovrano. Durante la riforma territoriale avviata da re Ludovico I nel novembre 1837, tutti i distretti statali (come venivano allora chiamati i distretti) vennero rinominati, passando dai nomi dei fiumi a nomi storici; ad esempio, il distretto dell'Isar tornò ad essere noto come Alta Baviera. Già nel 1835 Ludovico o Luigi I aveva decretato un nuovo stemma di Stato che rispecchiava le regioni della Baviera. In questo modo il sovrano accettò anche l'indipendenza regionale, in particolare quella dei Franchi e del Palatinato, cosicché tali cambiamenti si sono conservati fino a oggi.

#### Politica interna

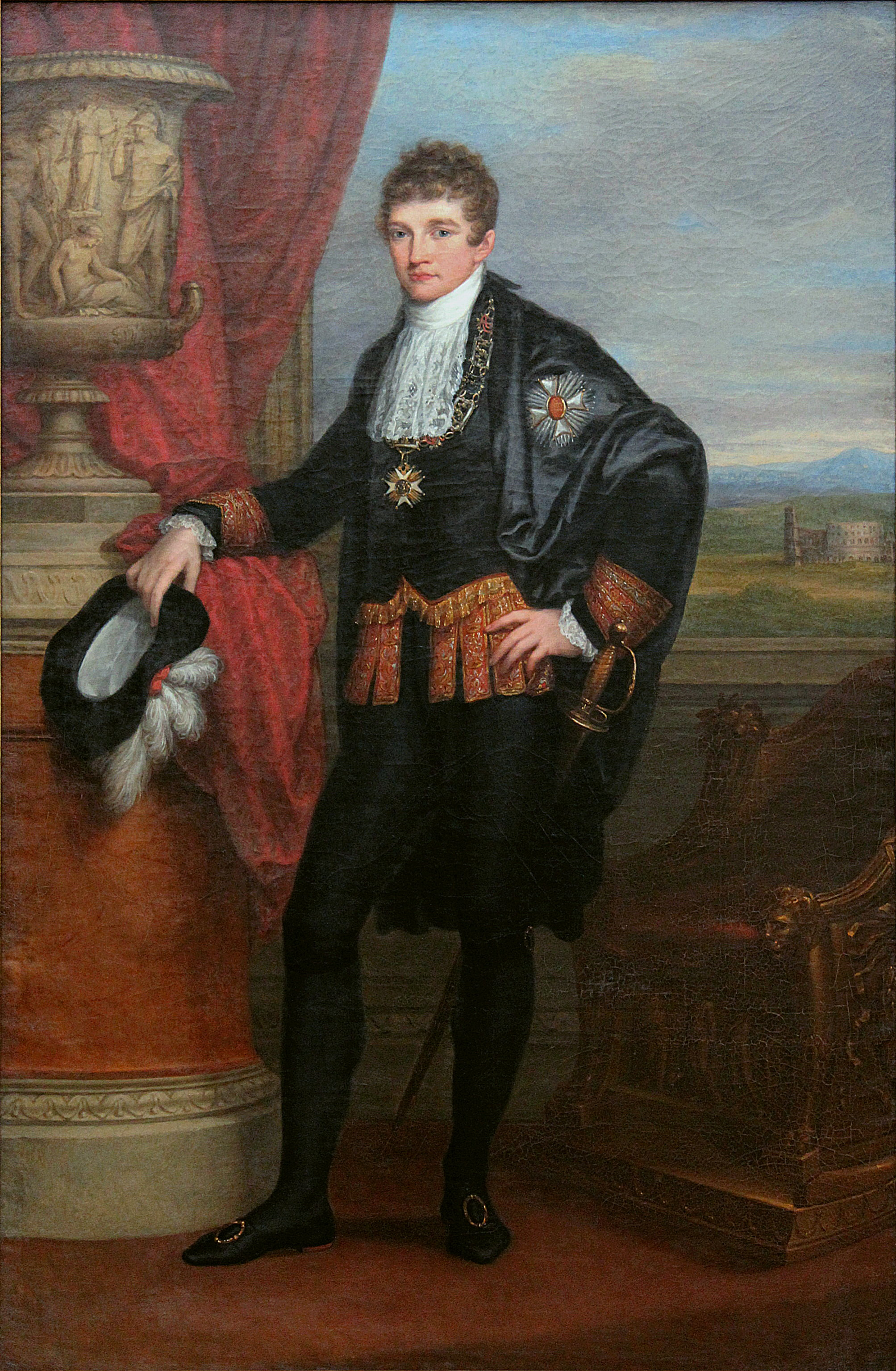
Ludovico I, re di Baviera, ritratto da Angelika Kauffmann, nel 1807.

Re Luigi perseguì una politica moderatamente liberale basata sulla Costituzione del 1818. Un mese e mezzo dopo il suo insediamento, abolì la censura sulla stampa, nel 1826 fece trasferire l'Università Ludwig Maximilian da Landshut a Monaco e, su sua iniziativa, nel 1829, dopo diversi anni di trattative, venne fondata l'Unione doganale della Germania meridionale. Nel 1834 Ludwig aderì alla Zollverein, l'unione doganale tedesca. Tuttavia, molti dei suoi progetti di legge furono respinti a causa della resistenza del parlamento statale, come il suo tentativo di consentire che i titoli nobiliari fossero ereditati solo dal figlio primogenito. Ludovico ristrutturò il bilancio dello Stato e garantì le finanze del regno mediante risparmi in molti settori, tra cui il bilancio militare. A differenza del padre, il re bavarese non dovette intraprendere guerre e non esitò a utilizzare il “denaro per la difesa” (il bilancio della difesa) per finanziare edifici come l’Odeon, provocando però proteste. Tuttavia, sotto il suo governo, venne costruito anche un edificio per ospitare il Ministero della Guerra in Ludwigstrasse. Tuttavia, il progetto edilizio più grande e costoso del suo regno fu la ricostruzione della fortezza a Ingolstadt. Per mantenere mano libera in alcuni ambiti, nel 1834 Ludwig introdusse una lista civile permanente, una voce fissa nel bilancio dello Stato sui cui fondi poteva disporre liberamente. Con il restauro del monastero di Metten nel 1830, a cui seguirono altre 75 nuove fondazioni fino al 1837, Ludwig, che già nel 1814 si era mostrato ben disposto verso la Chiesa, iniziò la sua politica di restaurazione ecclesiastica dopo che la Chiesa aveva perso influenza a causa della dura secolarizzazione sotto suo padre, Massimiliano I Giuseppe. Molto tempo dopo che Salisburgo era passata dalla Baviera all'Austria nel 1816, re Ludovico poté garantire per sempre i vecchi diritti forestali del Regno di Baviera; Il 18 marzo 1829 venne stipulata la Convenzione delle saline, con la quale Francesco I d'Asburgo-Lorena concesse allo stato confinante, la Baviera, tra gli altri diritti, anche i diritti sulla foresta: "Le foreste del Saal appartengono alla Baviera per un periodo irrevocabile", afferma il trattato di Stato con l'Austria. Dopo la Rivoluzione di luglio del 1830, scoppiata contro a Parigi contro la monarchia dei Borbone, e la diffusione del movimento rivoluzionario in gran parte d'Europa, la politica di re Ludovico nel periodo Vormärz, clima tedesco che anticipa i moti del 1848, mostrò tendenze sempre più reazionarie. Reintrodusse la censura ed eliminò la libertà di stampa. Il festival di Hambach del 1832 nel Palatinato, presso il Castello di Hambach vicino a Neustadt an der Weinstraße, ebbe origine dall'insoddisfazione della popolazione del Palatinato nei confronti dell'amministrazione bavarese. Il 27 maggio 1832, alla festa di Gaibach in occasione del Giorno della Costituzione, si pronunciarono parole critiche nei confronti del governo di Ludwig. Dopo i disordini seguiti al festival di Hambach, Carl Philipp von Wrede entrò nel distretto bavarese del Reno come comandante in capo di un corpo d'armata bavarese composto da 8.000 uomini. In relazione alle rivolte del maggio 1832 furono avviati 142 processi politici. Il sovrano commutò le sette condanne a morte in lunghe pene detentive. Durante tutto il suo regno si verificarono circa 1000 processi politici. Ludwig intensificò la censura e provocò l'opposizione popolare.

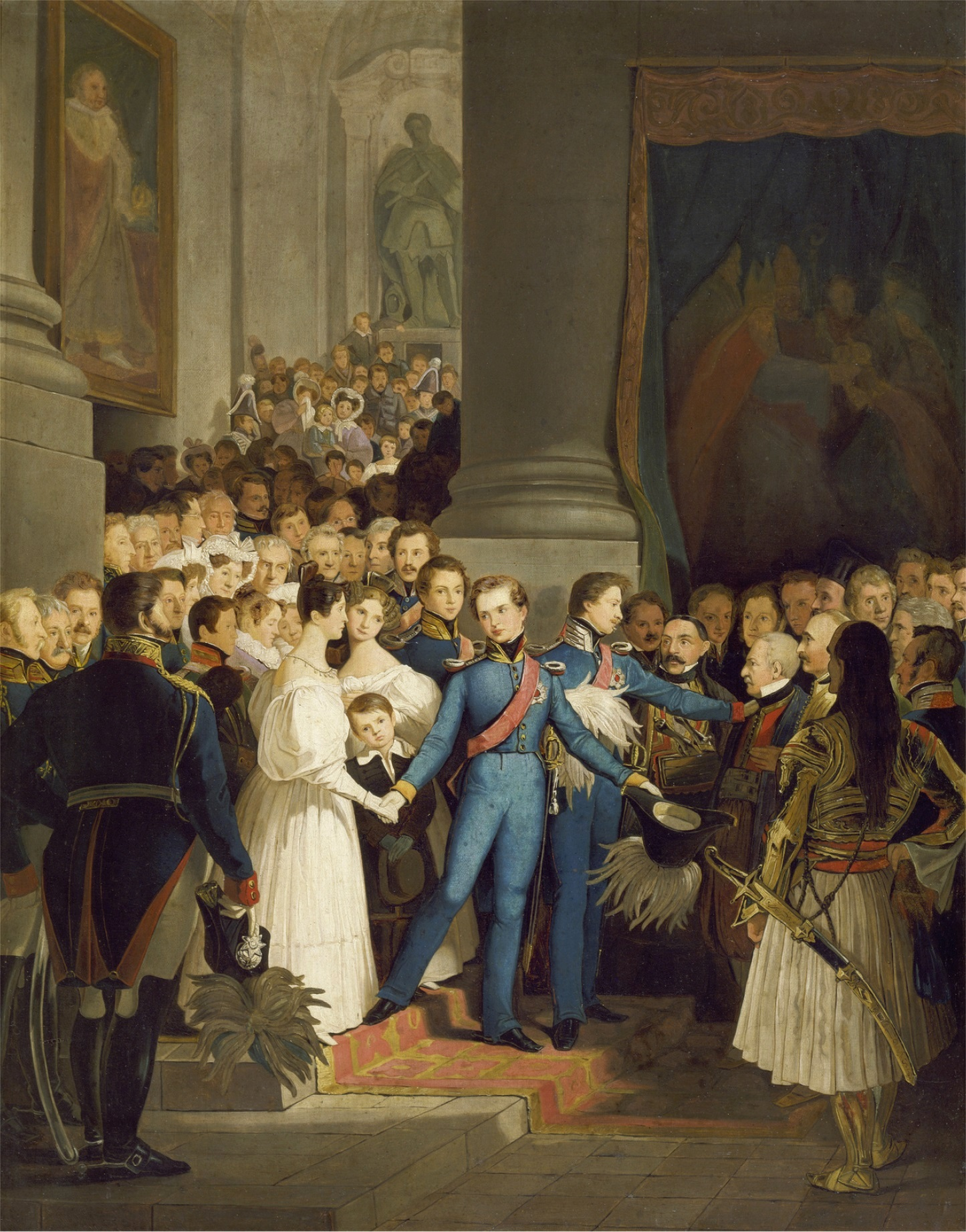
Ottone, alla destra del padre Ludovico I, che lascia Monaco per la Grecia nel 1832.

Nel maggio 1832, il secondogenito di Ludovico, il principe Ottone, venne nominato re di Grecia con il nome di Ottone I; il secondo Protocollo di Londra, firmato da re Luigi di Baviera per il figlio Ottone, ancora minorenne, il 7 maggio 1832 e adottato all'unanimità dall'Assemblea nazionale greca l'8 agosto 1832, nominò Ottone sovrano di Grecia. Successivamente, l'amministrazione civile greca fu istituita sotto la guida di funzionari bavaresi e già nel 1833 la Baviera fornì maggiori aiuti militari alla Grecia, affidando al re ellenico il compito di assistere il generale Karl Wilhelm von Heideck. Negli anni successivi, fino al 1837, il giovane Otto dovette chiedere ingenti prestiti al padre per ben tre volte. Successivamente, questi non vennero mai pagati. Il mancato rimborso dei prestiti mise a dura prova le relazioni greco-bavaresi fino alla soluzione negoziata finale del 1881. Nel 1838 ci furono dei disaccordi con lo zar Nicola I di Russia, che voleva che sua figlia Ol'ga sposasse l'erede al trono bavarese, Massimiliano Witteslbach. I sovrani bavaresi e lo stesso principe Massimiliano, il quale aveva incontrato la granduchessa russa a Berlino, si opposero e rifiutarono le possibili nozze. Tuttavia, alcuni anni dopo, nel 1844, quando Nicola I progettò una cura a Bad Kissingen, cittadina della Baviera, ordinò che non gli venisse recapitata "alcun tipo di posta" dalla corte reale bavarese. Sotto la guida del ministro Karl von Abel, i rapporti tra cattolici e protestanti peggiorarono. Il 14 agosto 1838, nonostante una forte opposizione, Ludwig emanò il “Decreto sulla genuflessione”, che imponeva ai militari di genuflettersi nuovamente davanti al Santissimo Sacramento durante le processioni del Corpus Domini e le funzioni religiose. Questa pratica di inginocchiarsi era stata comune fino al 1803 in Baviera, che all'epoca era ancora quasi interamente cattolica, ma fu poi abolita con l'annessione delle aree protestanti. Nel 1841 scoppiò uno scandalo in occasione del funerale della regina protestante Carolina di Baden, seconda moglie del re Massimiliano I Giuseppe e quindi matrigna di Ludovico I. Il re adottò allora una posizione più indulgente. Nello stesso anno fondò Ludwigshafen sul Reno, nella Renania-Palatinato, che prese il suo nome. Il suo obiettivo di riconquistare il Palatinato sulla riva destra del Reno, comprese Mannheim e Heidelberg, che era stato perso dal Baden nel 1803, non poté realizzarsi. Piuttosto, dopo l'estinzione della linea principale nel Baden nel 1830, una linea secondaria prese il potere in tutto il Granducato, nonostante le rivendicazioni bavaresi. Nel marzo del 1844 scoppiarono delle rivolte in seguito all'aumento del prezzo del pane e al successivo aumento del prezzo della birra, durante la cosiddetta Rivoluzione della birra di Monaco. I militari chiamati in causa rifiutarono tutti gli ordini di intervenire contro i ribelli, quindi il re dovette arrendersi. Nel 1847 venne istituito in Baviera un Consiglio dei ministri, ma il re Ludovico si riservò la presidenza; in sua assenza, le riunioni erano presiedute dal ministro più anziano, sebbene in genere la posizione di precedenza spettasse al Ministro degli Affari Esteri, dal 1806 denominato Ministro della Casa Reale e degli Affari Esteri.

#### Politica culturale

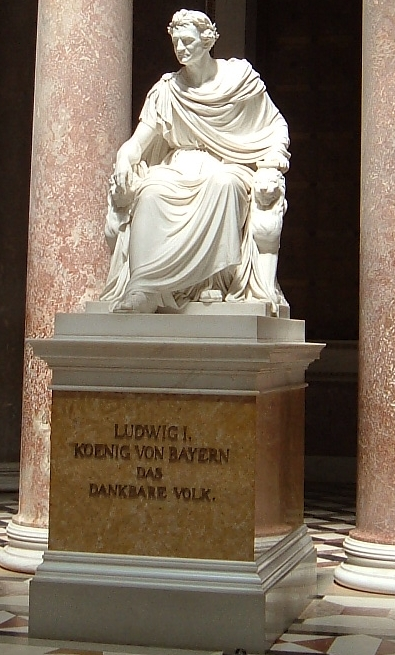
Statua scolpita di Ludovico I di Baviera, oggi al tempio Walhalla da lui edificato.

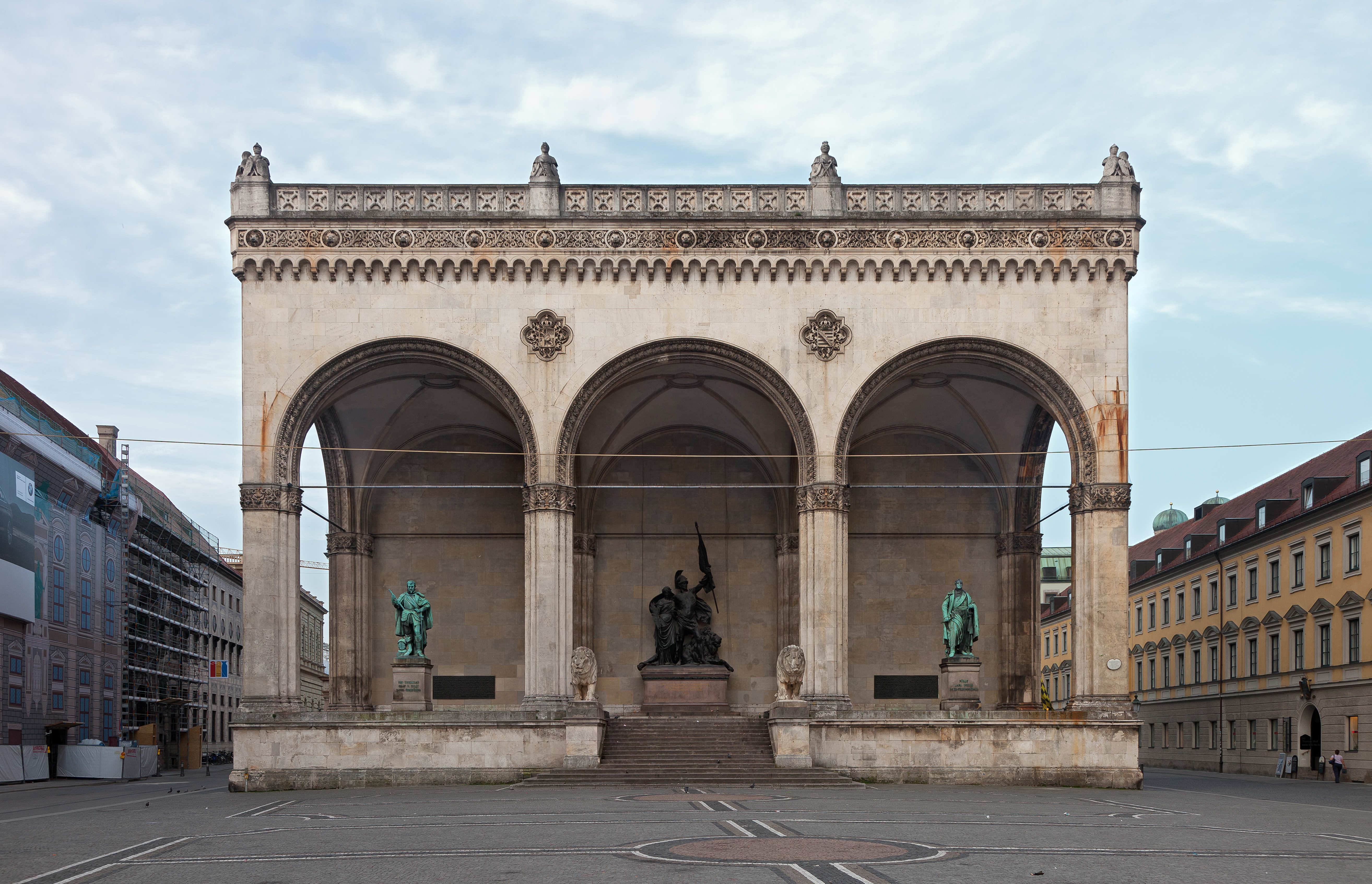
La Feldherrnhalle di Monaco di Baviera.

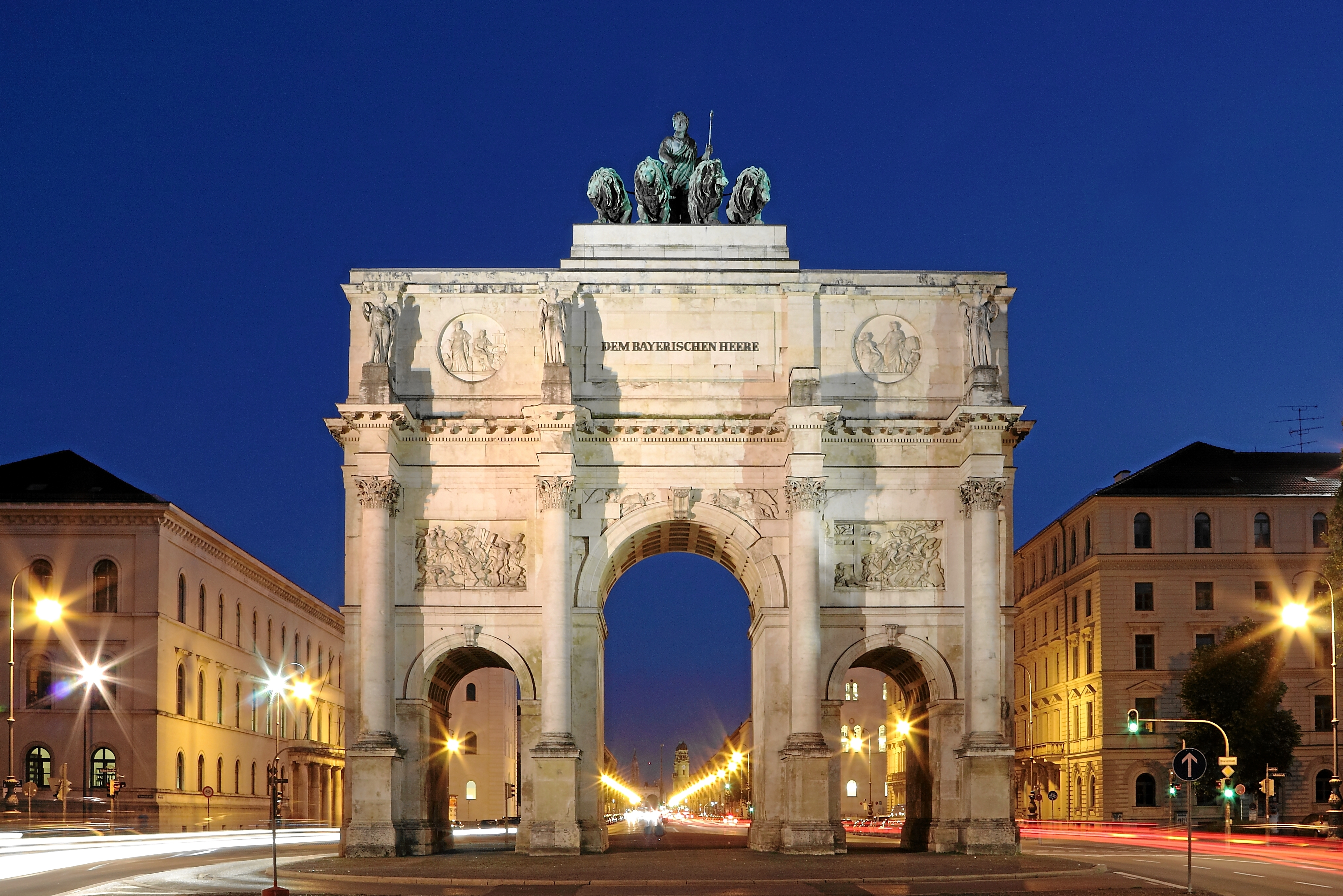
La Siegestor, "Porta della Vittoria".

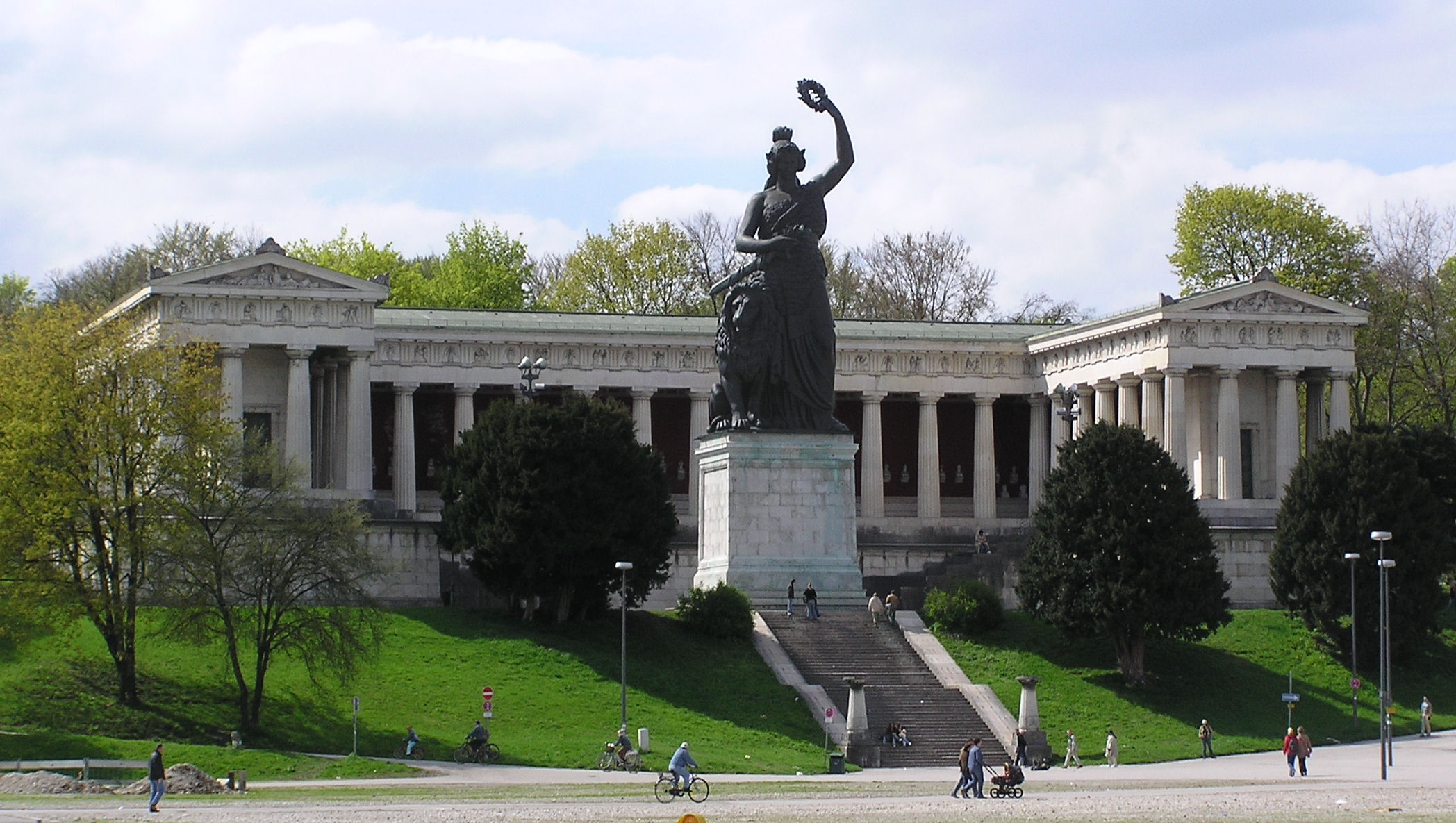
Il Ruhmeshalle, Pantheon bavarese della Fama, a Monaco di Baviera.

Durante il regno di Ludovico I, la capitale Monaco di Baviera divenne una città d'arte e di nuovi edifici. Ludwig iniziò la sua attività di costruttore quando era ancora principe ereditario e continuò a farlo anche dopo la sua futura abdicazione nel 1848. Karl von Fischer e Gustav Vorherr, gli architetti preferiti dal padre, Massimiliano I Giuseppe, erano già stati messi da parte da Ludovico, ancora come erede al trono. Già nel 1815 nominò Leo von Klenze e in seguito Friedrich von Gärtner come propri architetti più importanti, i quali ricevettero i suoi primi incarichi nel 1827, poco dopo l'ascesa al trono. Fu Gärtner a guidare, a partire dal 1834, la radicale purificazione e la rigoticizzazione del Duomo di Ratisbona, avviata dallo stesso sovrano bavarese. Ludovico I fu un fervente ammiratore dell'antica Grecia, in quanto filellenismo, profondamente devoto allo spirito del classicismo e del neoumanesimo. Ciò si rifletté nella trasformazione strutturale di Monaco, dove fece costruire molti edifici che sono ancora oggi importanti e imponenti, tra cui la Ludwigstrasse con l'Università, che fu trasferita da Landshut a Monaco. Altri edifici erano la Ludwigskirche, la Feldherrnhalle, la Siegestor, la Biblioteca di Stato, la Königsplatz con la Gliptoteca, le Propyläen, l'Antikensammlung, l'Alte Pinakothek, la Ruhmeshalle e la Statua della Baviera sul Theresienwiese. Il re dovette portare avanti alcuni progetti di costruzione nella capitale nonostante la forte resistenza della città; a volte minacciò addirittura il consiglio comunale di spostare la residenza da Monaco a Bamberga. Tra le altre cose, alcuni volevano accorciare la Ludwigstrasse perché, a loro avviso, Monaco non sarebbe cresciuta di oltre 1 km oltre le mura cittadine dell'epoca in 100 anni. Nel 1828 la disputa tra la città, fortemente indebitata, ed il monarca si intensificò ulteriormente a causa della costruzione della Ludwigskirche.

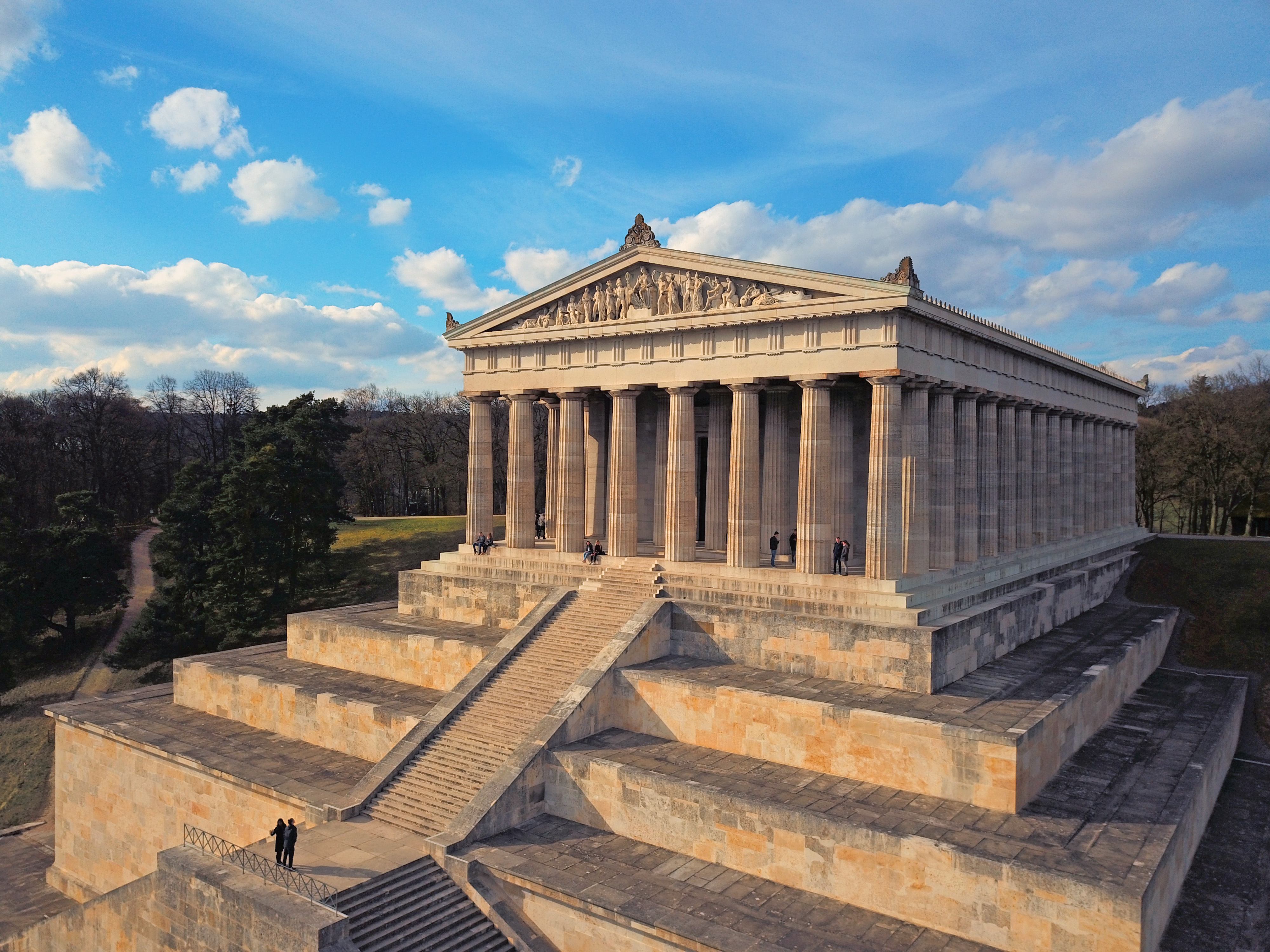
Il Walhalla, tempio neoclassico ubicato a Donaustauf, edificato da Ludovico.

Re Ludovico lavorò anche come committente nel settore della progettazione paesaggistica; fece costruire il Walhalla, un tempio neoclassico, e la Befreiungshalle (Sala della Liberazione) sempre in stile neoclassico, su due catene montuose del Danubio, distanti circa 30 km l'una dall'altra, vicino a Donaustauf e Kelheim. A metà strada tra questi due edifici, con il suo sostegno fu completata la costruzione delle due torri del Duomo di Ratisbona. Le torri fungevano anche da punti di riferimento e simboli della città e sono chiaramente visibili dal Walhalla. Nel 1902 la città di Ratisbona fece erigere una statua equestre sulla piazza del Duomo per ringraziare il sovrano di Baviera di questi provvedimenti costruttivi. Il monumento fu spostato in un luogo diverso durante il governo nazista, ma dal 2010 si trova nuovamente nella sua posizione originale. Ludwig fu anche il costruttore del Pompejanum, replica di una villa romana, ad Aschaffenburg. Lavorò non solo in Baviera, sulla riva destra del Reno, ma anche nel Palatinato, che apparteneva alla Baviera dal 1816. Fece costruire la neoclassica Villa Ludwigshöhe, poi anche sua residenza estiva, a Edenkoben e la fortezza di Germersheim. Il Duomo di Spira fu ristrutturato sotto Ludovico I nel suo stile romanico originale. Il progetto edilizio più grande e costoso del regno di Ludovico fu la ricostruzione della fortezza di Ingolstadt. Ludwig ebbe un'influenza significativa sulla scelta di Ingolstadt come sede per la fortezza e pose la prima pietra "personalmente" il 24 agosto 1828. Leo von Klenze fu responsabile dell'estetica degli edifici della fortezza per conto del re. L'interesse di Ludovico per il tema della tutela dei monumenti è evidente nel suo decreto del 1826, valido per l'intero Regno di Baviera. A Ratisbona, ad esempio, questo decreto ritardò di circa 50 anni la demolizione delle fortificazioni cittadine medievali. Per Dinkelsbühl il decreto impedì completamente la demolizione delle mura medievali della città con le sue porte e torri, contribuendo così in modo significativo all'aspetto attuale del centro storico. Anche a Monaco, Ludovico impedì la demolizione delle porte gotiche della città e, per non irritare il re, si evitò ulteriori distruzioni in altre città, come ad esempio presso il municipio medievale di Straubing.

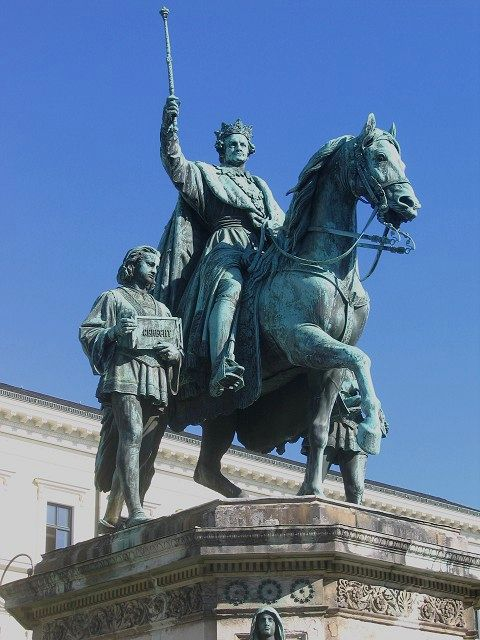
Statua equestre del sovrano Ludovico I di Baviera, a Odeonsplatz di Monaco.

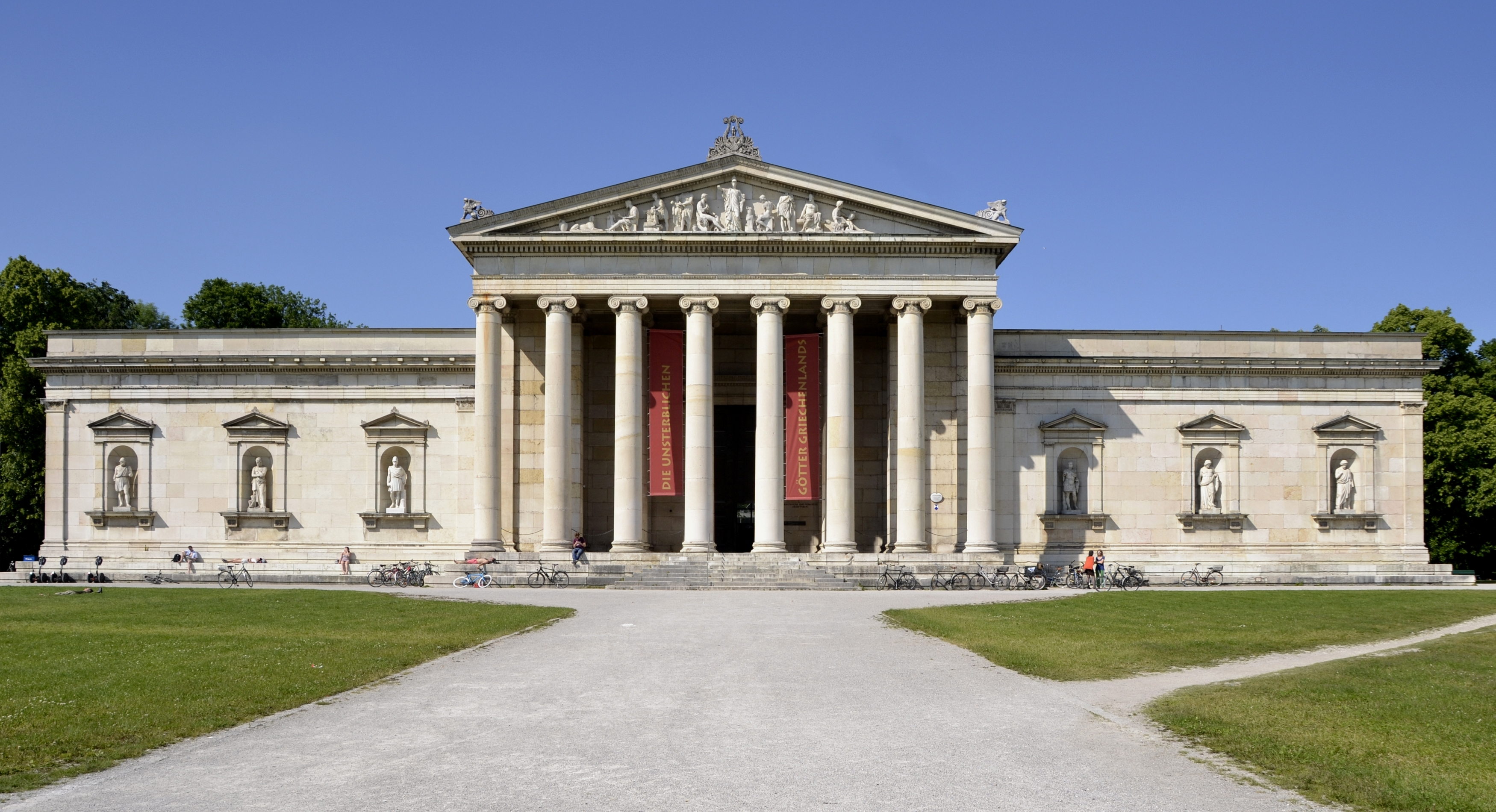
La Gliptoteca di Monaco di Baviera.

Secondo la dichiarazione dello stesso re Ludovico I di Baviera, il suo risveglio artistico avvenne durante il suo viaggio in Italia nel 1805 davanti alla scultura di Ebe dello scultore italiano Antonio Canova, a Venezia. La Venere acquistata da Massimiliano I ed il Paride acquistato da Ludovico furono collocati, insieme a numerose sculture antiche, nella Gliptoteca fondata e costruita per volere del re bavarese. A partire dal 1809 venne creata la collezione privata di dipinti di Ludwig, che in seguito costituì la base della Neue Pinakothek, museo d'arte a Monaco di Baviera. In seguito sostenne artisticamente i Nazareni, gruppo di pittori romantici tedeschi, che lo avevano già impressionato con il loro progetto di rinnovamento dell'arte durante una visita a Roma nel 1818. Re Ludovico fece dipingere il Duomo di Spira dal pittore nazareno Johann von Schraudolph tra il 1846 e il 1853; qui Ludovico venne raffigurò come Saulo nel grande affresco "La lapidazione di Stefano". Già nel 1819 fece in modo che Peter von Cornelius venisse nominato all'Accademia d'arte di Monaco. L’impegno del re ebbe un’influenza stilistica sulla scuola di Monaco. Il principe elettore Massimiliano II Emanuele di Baviera servì da modello in termini di arte e architettura per il re Ludovico I, il quale commissionò a Wilhelm von Kobell dodici dipinti sulle Guerre napoleoniche, basati sul ciclo di battaglie di Franz Joachim Beich conservato nella Sala Vittoria del Castello di Schleissheim, che Massimiliano Emanuele aveva commissionato a Beich. Oltre al ciclo di affreschi del Castello di Nymphenburg, Beich trasse particolare ispirazione dalla Galleria delle bellezze di Pierre Gobert. Ludwig continuò queste e altre collezioni del genere nella sua Galleria delle Bellezze, che fece creare da Joseph Karl Stieler tra il 1827 ed il 1850. Come segno di ringraziamento per il suo mecenatismo nelle arti, a Ludovico I fu donato l'Album di Re Ludovico (König-Ludwig-Album) dopo la sua abdicazione, durante le cerimonie di inaugurazione della Baviera, il 9 ottobre 1850; l'album contiene opere di numerosi artisti che sono state ampiamente riprodotte. In conformità con il lascito di Ludwig, gli originali sono stati prestati dal Fondo di perequazione dei Wittelsbach alla Galleria grafica statale di Monaco di Baviera.

#### Politica economica

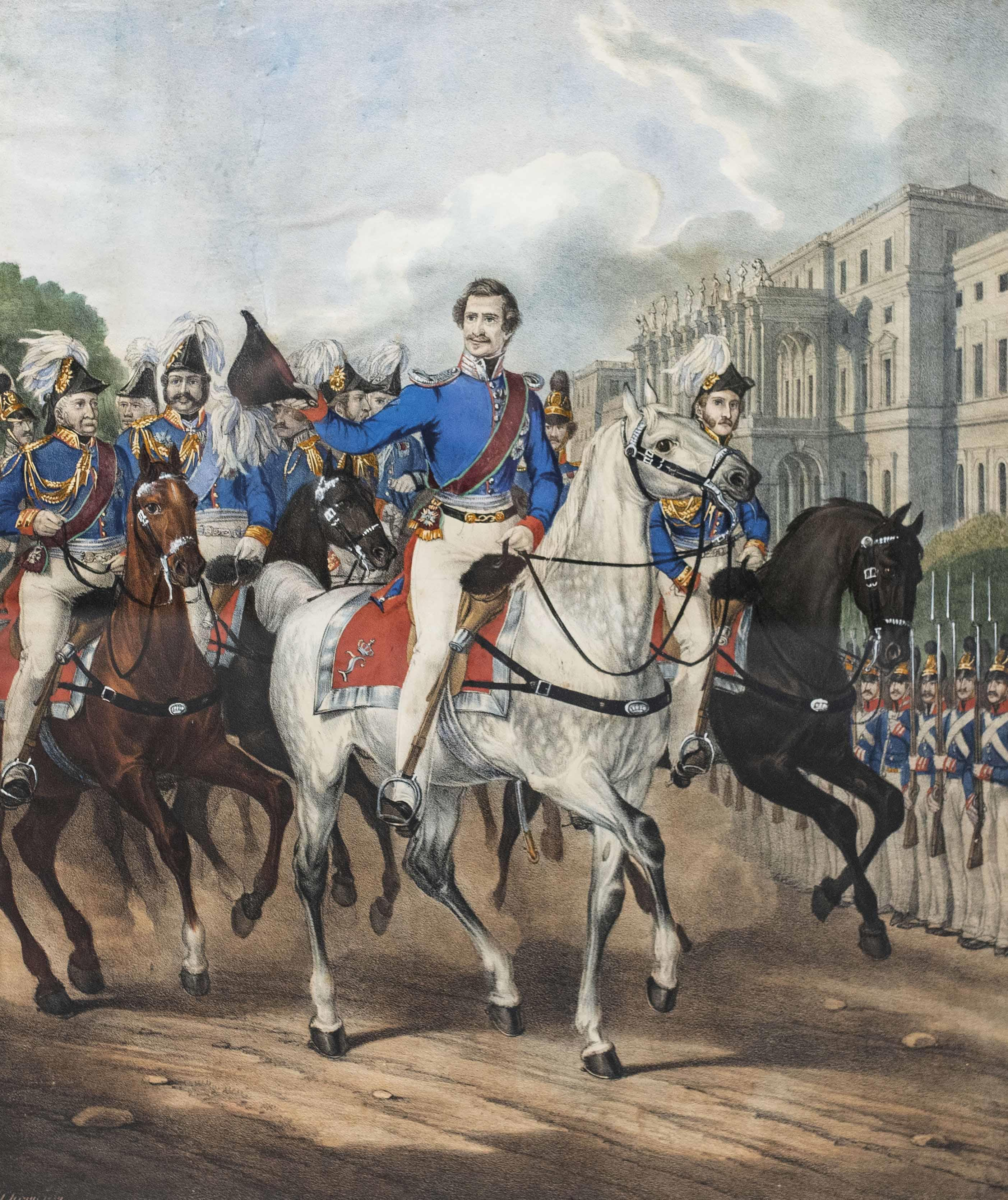
Ludovico I a cavallo con il suo seguito.

L’economia e la società bavarese rimasero dominate dall’agricoltura per tutto il XIX secolo. Nel 1840 la popolazione rurale rappresentava ancora oltre il 65%, l'industria era limitata ai centri di Augusta e Norimberga, dell'Alta Franconia e della Renania-Palatinato. Lo stesso Ludwig aveva grandi riserve sull'industrializzazione del paese. Al centro della sua politica economica c’erano quindi misure di sicurezza e protezione per l’economia interna. Durante il regno di Ludovico I si diffusero per la prima volta anche le esposizioni regionali e nazionali dedicate all'artigianato, all'agricoltura e all'industria. Il sovrano bavarese promosse anche la costruzione delle ferrovie nel regno, iniziata appunto sotto il regno di Ludovico. In suo onore furono intitolate la prima ferrovia tedesca per il trasporto passeggeri tra Norimberga e Fürth, la Ludwigseisenbahn (1835), e la ferrovia tra Bexbach e Ludwigshafen sul Reno, la Pfalz-Ludwigsbahn. Tra il 1843 e il 1854 Ludwig fece costruire la linea ferroviaria Hof-Norimberga-Augusta-Kempten-Lindau (ferrovia Ludwig Sud-Nord). Iniziò inoltre la costruzione del canale Ludwig-Danubio-Meno, un collegamento tra il Mare del Nord e il Mar Nero, predecessore dell'attuale canale Meno-Danubio. Nel 1836, Friedrich von Gärtner e Joseph Daniel Ohlmüller avviarono la costruzione della nuova Vecchia Salina nella città di Bad Reichenhall per conto di Ludovico I. L'impianto, completato nel 1851, è oggi considerato un monumento industriale di importanza europea. Il regno di Ludwig fu particolarmente importante per Bad Kissingen; La sua lungimirante pianificazione urbana portò alla sua ascesa a città termale di primo piano, dove ben presto si riunì l'intera nobiltà europea. Anche la vicina Bad Brückenau, dove Ludwig soggiornava spesso, venne promossa.
Nel 1843 Ludwigshafen fu fondata come nuovo porto bavarese sul Reno in onore di re Ludovico I, per fare concorrenza alla città di Mannheim, che era diventata parte del Baden. Il 18 luglio 1855 ebbe inizio la costruzione della fabbrica di velluti sul sito degli ex giardini del castello di Oggersheim. Un anno dopo, il re abdicato, che aveva dato il nome a Ludwigshafen ed era proprietario del sito, pose la prima pietra per la nuova fabbrica insieme alla sorella Carolina Augusta, imperatrice austriaca, e alle figlie Matilde e Alessandra.

#### Abdicazione

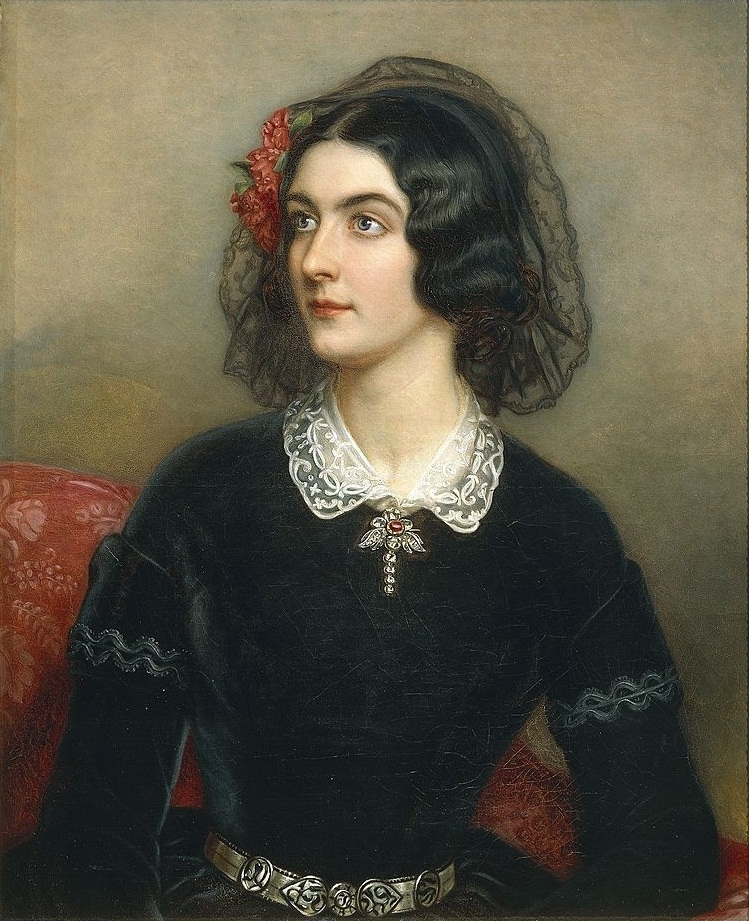
Lola Montez, amante di re Ludovico I.

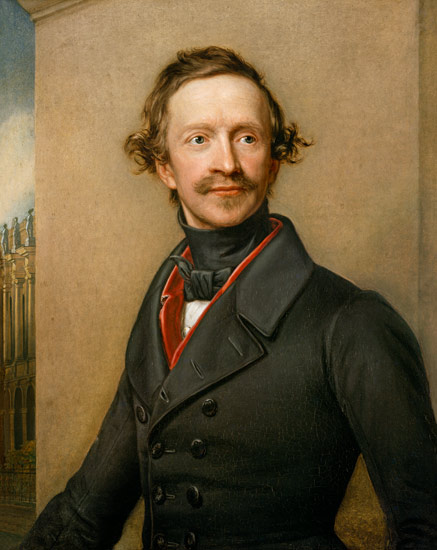
Ludovico I Wittelsbach, re di Baviera.

Nel 1846, re Ludovico I cominciò una relazione con l'attrice irlandese Lola Montez, che ricevette una villa in Barer Straße a Monaco di Baviera, un titolo nobiliare, contessa di Landsfeld, e sostegno finanziario; questo rapporto fu scoperta dalla regina Teresa che cominciò a mettere in imbarazzo il consorte, tenendosi lontano dal marito a teatro, a tavola o davanti ai diplomatici, il tutto ben visibile al pubblico. La sovrana bavarese si rifiutò categoricamente di conferire l'Ordine di Teresa, ordine cavalleresco bavarese il cui gran maestro era la regina consorte di Baviera, all'amante del marito. Ludovico era infastidito dalla "freddezza e silenziosità" di Teresa, la quale era sostenuta dai ministri. I cognati del monarca della Baviera, Federico Guglielmo IV e la moglie Elisabetta Ludovica di Prussia, sorellastra di Ludovico, che trovarono il suo comportamento "spaventoso", si astennero da un viaggio programmato in Baviera per evitare di dover incontrare il re. La relazione tra il sovrano e la Montez divenne pubblica e creò uno scandalo, che, unito al comportamento assolutista e ad un aumento dei prezzi, suscitò nel popolo un grande risentimento, alimentato da una precedente rivolta universitaria del marzo 1848. Tuttavia, il 4 marzo, l'armeria venne presa d'assalto; la folla si armò con l'equipaggiamento militare qui immagazzinato e marciò verso la Residenza reale. Il principe Carlo Teodoro, fratello di Ludovico e feldmaresciallo dell'Esercito bavarese, garantì la calma con la sua presenza e così la situazione si risolse pacificamente dopo che fu servita birra gratis. Sia la famiglia reale che i conservatori si rivoltarono a Ludovico I, inoltre I ministri simpatizzavano con il popolo. Ludovico fu così costretto a firmare il cosiddetto "Proclama di marzo" (che gli era stato dettato dal suo ministro Oettingen-Wallerstein in risposta ai disordini e alle dimostrazioni) con notevoli concessioni: dichiarò che avrebbe convocato immediatamente l'Assemblea degli Stati e avviato delle riforme; lo stesso giorno l'esercito prestò giuramento sulla costituzione.
A Norimberga e altrove, i cittadini si riunirono per celebrare con giubilo l'annuncio della riforma. La crisi sembrava risolta, poiché l'opinione pubblica, dopo le concessioni del 6 marzo, era di nuovo dalla parte del monarca. Ludovico I non cadde quindi a causa della rivoluzione, come il principe Metternich o Luigi Filippo d'Orléans in Francia. Ludovico I nominò il sindaco di Ratisbona, Gottlieb von Thon-Dittmer, amministratore del Ministero degli Interni con il compito di istituire un Ministero di Marca e di attuare, in collaborazione con il Parlamento Regionale, le concessioni reali contenute nel proclama. Il 16 marzo 1848 si verificarono nuovi disordini, poiché la Montez era tornata a Monaco dopo l'esilio, venendo ricercata dalla polizia su ordine del monarca il 17 marzo, e questa fu per lui la peggiore umiliazione. Alla fine re Ludovico I di Baviera abdicò il 20 marzo 1848 in favore del primogenito, che gli succedette come Massimiliano II (Giuseppe) di Baviera. Non volendo dare l'impressione di essere stato costretto a dimettersi, scrisse qualche settimana dopo:
Con il proclama di marzo, Ludovico I legò il figlio Massimiliano II ad un programma, la cui attuazione avrebbe trasformato la Baviera in una monarchia costituzionale nel vero senso della parola. Ludovico I è quindi considerato l'ultimo monarca sovrano regnante in Baviera. Nonostante il suo lungo periodo come principe ereditario, la sua ascesa al potere nell'anno rivoluzionario del 1848 fu del tutto inaspettata e frettolosa. Dopo aver prestato giuramento, nel suo discorso dal trono dichiarò: "Sono orgoglioso di definirmi un re costituzionale".

### Ultimi anni

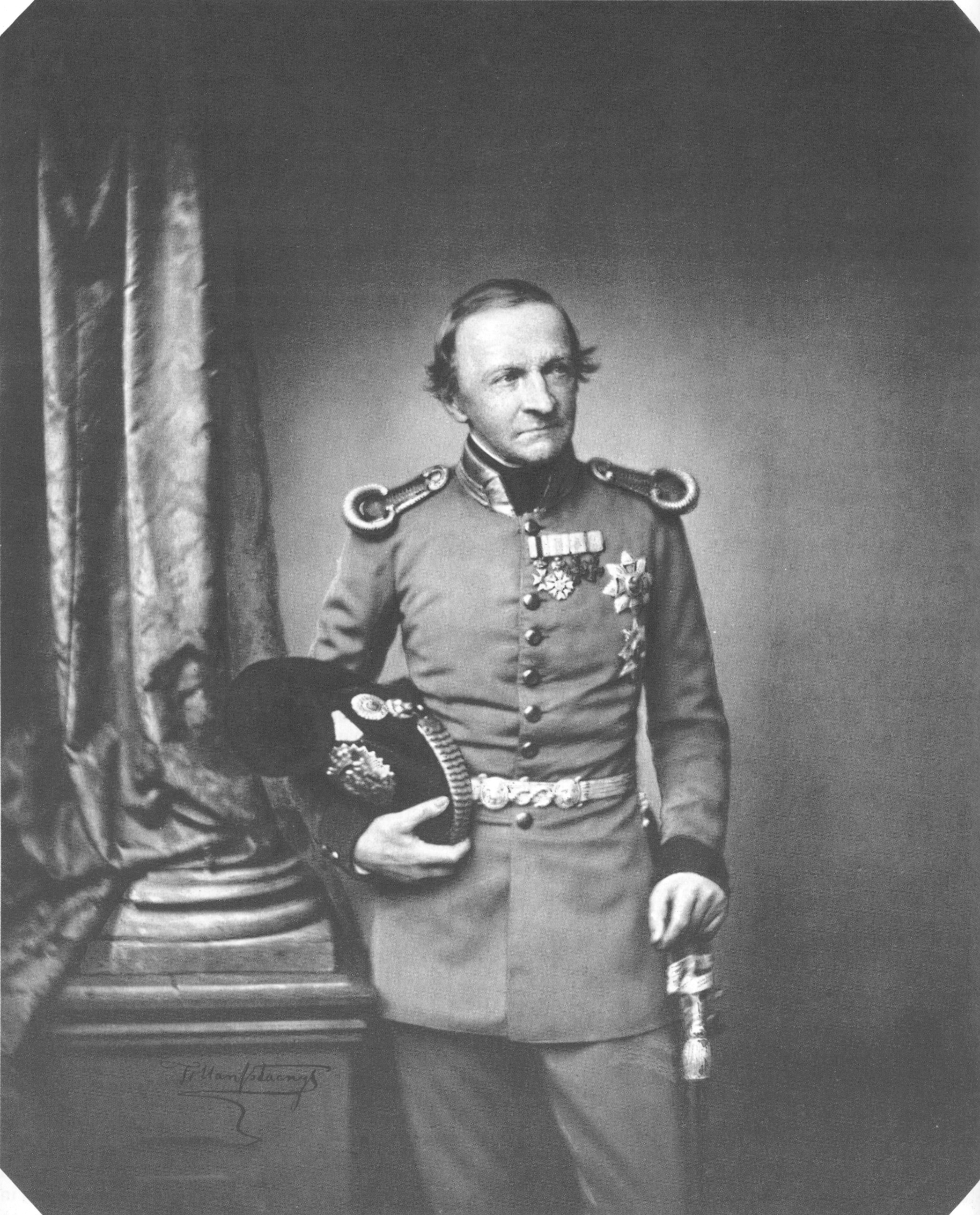
Re Ludovico I di Baviera nel 1860.

Dopo l'abdicazione, Ludovico visse per 20 anni come privato cittadino e continuò a sostenere le arti con fondi privati. Il rapporto con il suo successore, il primogenito Massimiliano II, non fu privo di tensioni, soprattutto perché Ludovico non abbandonò completamente il suo programma edilizio. La sua residenza estiva fu il Wittelsbacher Palais, che non amava. Dal 1852 in poi, Ludwig soggiornò ogni due anni, durante i mesi estivi di luglio e agosto, a Villa Ludwigshöhe, dove festeggiò anche il suo compleanno. La sua ultima visita alla villa risale al 1866. Nel 1854 sua moglie, la regina Teresa, morì di colera. Ludwig non partecipò al funerale della moglie protestante; l'arcivescovo Karl August von Reisach si era rifiutato di celebrare le cerimonie funebri. La gestione da parte della Chiesa cattolica della sepoltura di una regina protestante aveva già provocato uno scandalo con la regina Carolina, moglie di Massimiliano I di Baviera, al quale Ludwig probabilmente non voleva esporsi di nuovo. Nel 1867 visitò l'Esposizione universale di Parigi con il nipote, il futuro re Ludovico II. 

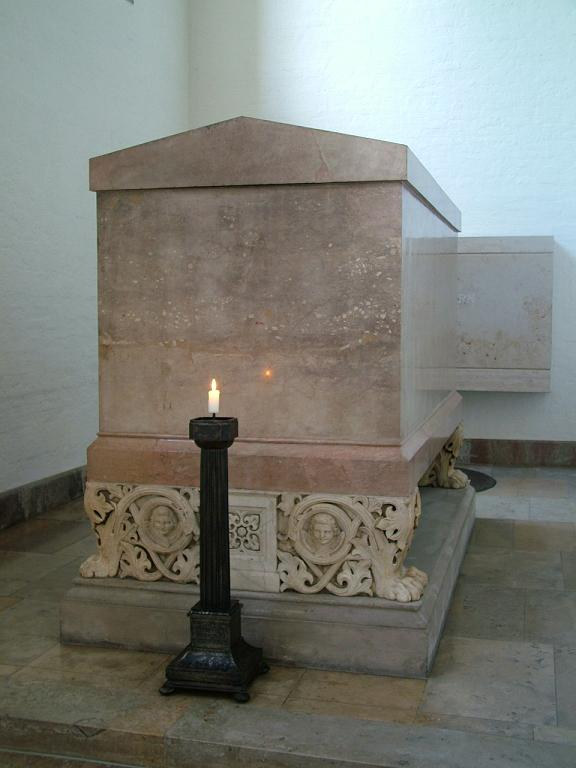
Tomba di re Ludovico I, nell'Abbazia di San Bonifacio, a Monaco di Baviera.

Ludovico I morì il 29 febbraio 1868 all'età di 81 anni a Nizza, in una villa che aveva affittato per l'inverno. Negli ultimi tempi aveva lottato contro problemi fisici senza cambiare la sua routine quotidiana. Aveva i piedi e la parte inferiore delle gambe gonfi, aveva difficoltà a respirare e trascorreva notti agitate. Due operazioni alle gambe gli diedero un po' di sollievo, ma le sue condizioni diventarono sempre più gravi. I suoi due figli sopravvissuti, dal momento che Massimiliano II era morto nel 1864, Luitpold e Adalberto, furono convocati tramite telegrafo a Nizza, alla cui presenza ricevette l'estrema unzione e morì poco dopo. La salma venne trasportata a Monaco di Baviera con un treno speciale. Secondo le sue volontà, fu sepolto nell'Abbazia di San Bonifacio, il cu monastero era stato fondato dallo stesso Ludovico I, di Monaco; la regina Teresa ripose oggi a fianco del marito. Il suo cuore fu sepolto separatamente e si trova nella Cappella delle Grazie ad Altötting. Alla morte di re Ludovico I, la Baviera era governata dal nipote Ludovico II, che ereditò l'appannaggio del nonno, il che gli garantì notevoli risorse finanziarie.

## Carattere
Nella vita privata, nonostante la sua assertività regale, Ludovico II di Baviera era un uomo modesto e socievole ed era perfino noto per il suo abbigliamento spesso trasandato, dovuto alla natura frugale della sua corte privata. La regina Teresa soffriva anche dell'avarizia del marito, il quale, d'altro canto, si mostrava pubblicamente come un grande mecenate e viziava regalmente le sue amanti. Oltre a Lola Montez, Ludwig ebbe numerose altre relazioni extraconiugali e fu uno degli amanti di Lady Jane Digby, un'avventuriera aristocratica inglese. Un'altra storia d'amore fu quella con la nobildonna italiana Marianna Florenzi. L'incontro con Franz Xaver Krenkl, proprietario di una scuderia da corsa e commerciante di cavalli bavarese, nel Giardino Inglese e la reazione calma di Ludwig divennero un aneddoto ben noto. Ludwig era duro d'udito dalla nascita e aveva un neo sulla fronte che spesso veniva nascosto nei ritratti. Era incline a irascibilità e a volte balbettava. Georg Büchner ha giudicato il re ancora più negativamente. Aveva una propensione per l'eccentricità; una delle espressioni di ciò era la sua poesia, per la quale il re venne deriso perfino da Heinrich Heine. Ironicamente, il Tempio Walhalla di re Ludovico aggiunse un busto di Heine alla sua collezione, nel 2009. Dopo che il sovrano non gli ebbe conferito la cattedra che già riteneva certa, Heine in seguito onorò il monarca con tutta una serie di versi beffardi, ad esempio negli "Inni a re Ludwig" (Lobgesänge auf König Ludwig):
(Neue Gedichte)
Il re scrisse numerose poesie ed il 28 agosto 1827 fece visita a Johann Wolfgang von Goethe a Weimar per conferirgli l'Ordine al merito della corona bavarese in occasione del suo 78° compleanno. Ludovico I era anche appassionato di letteratura medievale e della sua interpretazione artistica. Per questo motivo nel 1833 visitò Castel Roncolo vicino a Bolzano. Le poesie del sovrano furono pubblicate in quattro volumi tra il 1829 e il 1847. Inoltre, tra il 1808 e il 1820 scrisse le tre opere teatrali storiche Otto, Teutschlands Errettung (La salvezza della Germania) e Conradin, nessuna delle quali era destinata ad una rappresentazione, al contrario di altre opere sempre di Ludovico, che vennero rappresentate. Il 25 agosto 1825, Ludovico I fondò l'Ordine di Ludovico al fine di ricompensare quanti si fossero distinti a favore della persona del re e della sua casata.

## Discendenza
Ludovico I di Baviera e la principessa Teresa di Sassonia-Hildburghausen ebbero nove figli:
- Massimiliano II (1811-1864), sposò nel 1842 la principessa Maria di Prussia (1825-1889);
- Matilde Carolina (1813-1862), sposò nel 1833 il granduca Luigi III d'Assia (1806-1877);
- Ottone I di Wittelsbach (1815-1867), Ottone di Grecia, sposò nel 1836 la principessa Amalia di Oldenburg (1818-1875);
- Luitpold, principe reggente di Baviera (1821-1912), sposò nel 1844 l'arciduchessa Augusta Ferdinanda d'Asburgo-Toscana (1825-1864);
- Adelgonda Augusta Carlotta (1823-1914), sposò nel 1842 l'arciduca Francesco V d'Asburgo-Este (1819-1875);
- Ildegarda Luisa Carlotta (1825-1864), sposò nel 1844 l'arciduca Alberto d'Asburgo-Teschen (1817-1895);
- Alessandra Amalia (1826-1875), badessa del Regio capitolo per dame di Sant'Anna di Monaco e Würzburg;
- Adalberto Guglielmo (1828-1875), sposò nel 1856 l'infanta Amalia Filippina di Spagna (1834-1905).
- Teodolinda Carlotta Luisa (1816-1817).

## Ascendenza
|                                                        |                              |                                                                       | Genitori                                     |  |  | Nonni |  |  | Bisnonni                                 |  |  | Trisnonni                                          |  |
|                                                        |                              |                                                                       |                                              |  |  |       |  |  | Cristiano III del Palatinato-Zweibrücken |  |  | Cristiano II del Palatinato-Zweibrücken-Birkenfeld |  |
|                                                        |                              |                                                                       |                                              |  |  |       |  |  | Cristiano III del Palatinato-Zweibrücken |  |  | Cristiano II del Palatinato-Zweibrücken-Birkenfeld |  |
|                                                        |                              | Caterina Agata di Rappoltstein                                        |                                              |  |  |       |  |  | Cristiano III del Palatinato-Zweibrücken |  |  |                                                    |  |
| Federico Michele di Zweibrücken-Birkenfeld             |                              |                                                                       |                                              |  |  |       |  |  | Cristiano III del Palatinato-Zweibrücken |  |  |                                                    |  |
|                                                        |                              | Carolina di Nassau-Saarbrücken                                        | Luigi Cratone di Nassau-Saarbrücken          |  |  |       |  |  |                                          |  |  |                                                    |  |
|                                                        |                              | Carolina di Nassau-Saarbrücken                                        | Luigi Cratone di Nassau-Saarbrücken          |  |  |       |  |  |                                          |  |  |                                                    |  |
|                                                        |                              | Carolina di Nassau-Saarbrücken                                        | Enrichetta Filippina di Hohenlohe-Langenburg |  |  |       |  |  |                                          |  |  |                                                    |  |
| Massimiliano I Giuseppe di Baviera                     |                              | Carolina di Nassau-Saarbrücken                                        |                                              |  |  |       |  |  |                                          |  |  |                                                    |  |
|                                                        |                              | Giuseppe Carlo del Palatinato-Sulzbach                                | Teodoro Eustachio del Palatinato-Sulzbach    |  |  |       |  |  |                                          |  |  |                                                    |  |
|                                                        |                              | Giuseppe Carlo del Palatinato-Sulzbach                                | Teodoro Eustachio del Palatinato-Sulzbach    |  |  |       |  |  |                                          |  |  |                                                    |  |
|                                                        |                              | Giuseppe Carlo del Palatinato-Sulzbach                                | Maria Eleonora d'Assia-Rotenburg             |  |  |       |  |  |                                          |  |  |                                                    |  |
| Maria Francesca del Palatinato-Sulzbach                |                              | Giuseppe Carlo del Palatinato-Sulzbach                                |                                              |  |  |       |  |  |                                          |  |  |                                                    |  |
|                                                        |                              | Elisabetta Augusta Sofia del Palatinato-Neuburg                       | Carlo III Filippo del Palatinato             |  |  |       |  |  |                                          |  |  |                                                    |  |
|                                                        |                              | Elisabetta Augusta Sofia del Palatinato-Neuburg                       | Carlo III Filippo del Palatinato             |  |  |       |  |  |                                          |  |  |                                                    |  |
|                                                        |                              | Elisabetta Augusta Sofia del Palatinato-Neuburg                       | Ludwika Karolina Radziwiłł                   |  |  |       |  |  |                                          |  |  |                                                    |  |
| Ludovico I di Baviera                                  |                              | Elisabetta Augusta Sofia del Palatinato-Neuburg                       |                                              |  |  |       |  |  |                                          |  |  |                                                    |  |
|                                                        | Luigi VIII d'Assia-Darmstadt | Ernesto Luigi d'Assia-Darmstadt                                       |                                              |  |  |       |  |  |                                          |  |  |                                                    |  |
|                                                        | Luigi VIII d'Assia-Darmstadt | Ernesto Luigi d'Assia-Darmstadt                                       |                                              |  |  |       |  |  |                                          |  |  |                                                    |  |
|                                                        | Luigi VIII d'Assia-Darmstadt | Dorotea Carlotta di Brandeburgo-Ansbach                               |                                              |  |  |       |  |  |                                          |  |  |                                                    |  |
| Giorgio Guglielmo d'Assia-Darmstadt                    | Luigi VIII d'Assia-Darmstadt |                                                                       |                                              |  |  |       |  |  |                                          |  |  |                                                    |  |
|                                                        |                              | Carlotta di Hanau-Lichtenberg                                         | Giovanni Reinardo III di Hanau-Lichtenberg   |  |  |       |  |  |                                          |  |  |                                                    |  |
|                                                        |                              | Carlotta di Hanau-Lichtenberg                                         | Giovanni Reinardo III di Hanau-Lichtenberg   |  |  |       |  |  |                                          |  |  |                                                    |  |
|                                                        |                              | Carlotta di Hanau-Lichtenberg                                         | Dorotea Federica di Brandeburgo-Ansbach      |  |  |       |  |  |                                          |  |  |                                                    |  |
| Augusta Guglielmina d'Assia-Darmstadt                  |                              | Carlotta di Hanau-Lichtenberg                                         |                                              |  |  |       |  |  |                                          |  |  |                                                    |  |
|                                                        |                              | Cristiano Carlo Reinardo di Leiningen-Dachsburg-Falkenburg-Heidesheim | Giovanni di Leiningen-Dagsburg-Falkenburg    |  |  |       |  |  |                                          |  |  |                                                    |  |
|                                                        |                              | Cristiano Carlo Reinardo di Leiningen-Dachsburg-Falkenburg-Heidesheim | Giovanni di Leiningen-Dagsburg-Falkenburg    |  |  |       |  |  |                                          |  |  |                                                    |  |
|                                                        |                              | Cristiano Carlo Reinardo di Leiningen-Dachsburg-Falkenburg-Heidesheim | Giovanna Maddalena di Hanau-Lichtenberg      |  |  |       |  |  |                                          |  |  |                                                    |  |
| Maria Luisa Albertina di Leiningen-Dagsburg-Falkenburg |                              | Cristiano Carlo Reinardo di Leiningen-Dachsburg-Falkenburg-Heidesheim |                                              |  |  |       |  |  |                                          |  |  |                                                    |  |
|                                                        |                              | Caterina Polissena di Solms-Rödelheim                                 | Luigi di Solms-Rödelheim                     |  |  |       |  |  |                                          |  |  |                                                    |  |
|                                                        |                              | Caterina Polissena di Solms-Rödelheim                                 | Luigi di Solms-Rödelheim                     |  |  |       |  |  |                                          |  |  |                                                    |  |
|                                                        |                              | Caterina Polissena di Solms-Rödelheim                                 | Carlotta Sibilla di Ahlefeld                 |  |  |       |  |  |                                          |  |  |                                                    |  |
|                                                        |                              | Caterina Polissena di Solms-Rödelheim                                 |                                              |  |  |       |  |  |                                          |  |  |                                                    |  |